# Wyrakowate
Wyrakowate, wyraki, tarsjusze (Tarsiidae) – rodzina drapieżnych ssaków naczelnych z infrarzędu wyrakokształtnych (Tarsiiformes) w podrzędzie wyższymi naczelnymi (Haplorrhini). Stanowią jedyną wśród ssaków naczelnych rodzinę o wyłącznie drapieżnym trybie życia.

## Zasięg występowania

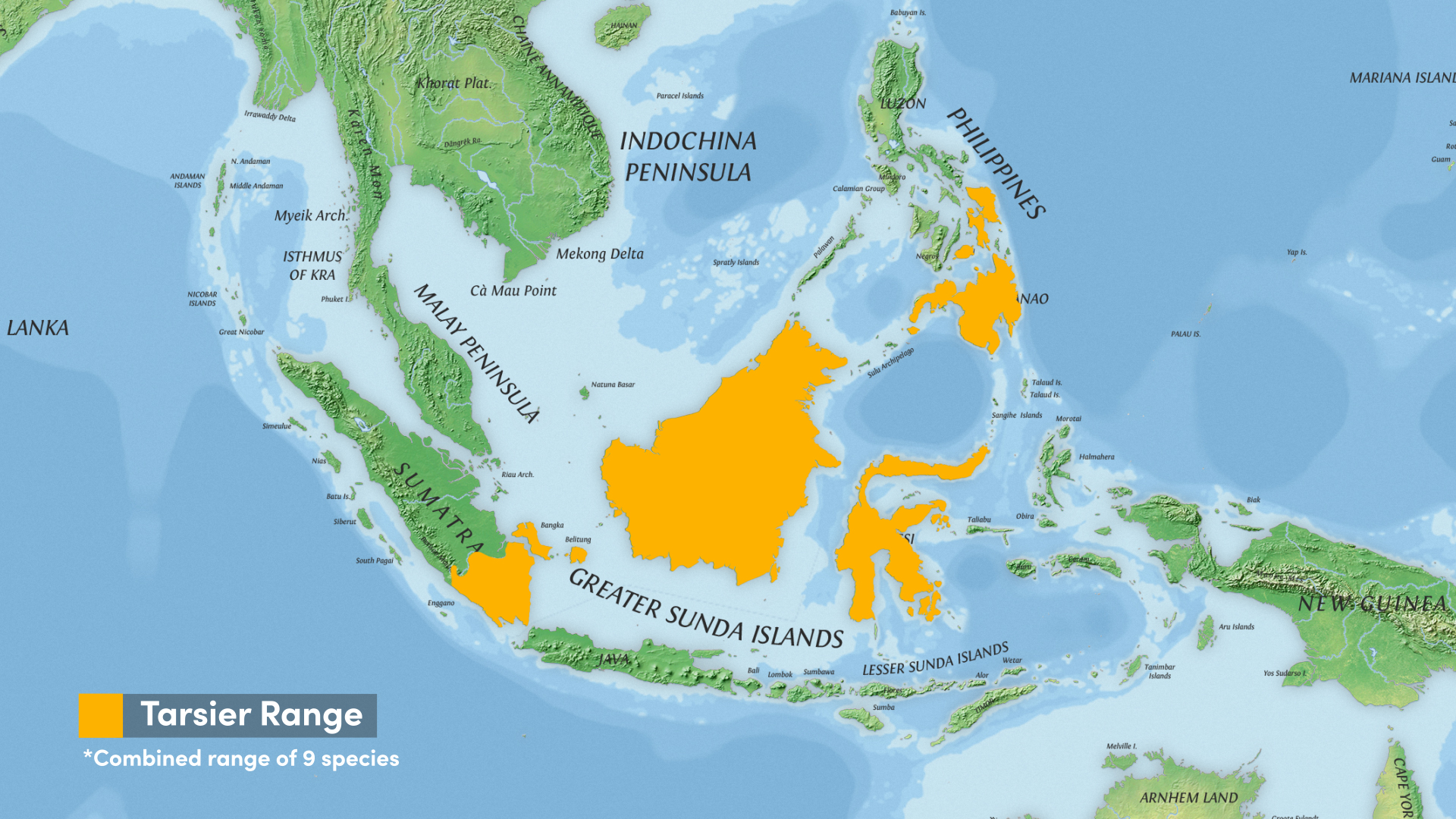
Obszar występowania wyrakowatych

Wyraki żyją na Borneo, Celebesie i południowej Sumatrze (w Indonezji) oraz w południowych Filipinach.

## Charakterystyka
Długość ciała 9,7–15 cm, ogona 14,7–31 cm; masa ciała samic 52–143 g, samców 48,1–153 g. Oczy bardzo duże, skierowane do przodu – nieproporcjonalne do głowy. Szyja krótka i bardzo zwrotna, umożliwia obrót głowy o blisko 180°. Kończyny tylne dłuższe. Posiadają długi ogon. Sierść krótka, gęsta, barwy brązowej. Wydłużone kości stępu pozwalają wyrakom wykonywać bardzo precyzyjne skoki. Przeciętna skoczność 1,5 m, a maksymalna do 6 m. Charakterystyczny dla wyraków jest brak ośrodków węchowych w mózgu.
Prowadzą nocny, nadrzewny tryb życia. Są przede wszystkim owadożerne – chwytają owady, skacząc na nie. Ale nie gardzą też ptakami, wężami, jaszczurkami i nietoperzami.
Znane od eocenu Europy. Najlepiej poznany gatunek to wyrak upiorny (Tarsius tarsier).

## Podział systematyczny
Do rodziny należą następujące występujące współcześnie rodzaje:
- Cephalopachus Swainson, 1835 – jedynym przedstawicielem jest Cephalopachus bancanus (Horsfield, 1821) – wyrak sundajski
- Carlito Groves & Shekelle, 2010 – jedynym przedstawicielem jest Carlito syrichta (Linnaeus, 1758) – wyrak filipiński
- Tarsius Storr, 1780 – wyrak

Opisano również rodzaje wymarłe:
- Hesperotarsius Zijlstra, Flynn & Wessels, 2013[20]
- Oligotarsius Ni Xijun, Li Qiang, Li Luzhou & Beard, 2016[21] – jedynym przedstawicielem był Oligotarsius rarus Ni Xijun, Li Qiang, Li Luzhou & Beard, 2016
- Xanthorhysis Beard, 1998[22] – jednynym przedstawicielem był Xanthorhysis tabrumi Beard, 1998.

Taksony o niepewnym statusie taksonomicznym:
- Tarsius eocaenus Beard, Qi Tao, Dawson, Wang Banyue & Li Chuankui, 1994[24]
- Tarsius sirindhornae Chaimanee, Lebrun, Yamee & Jaeger, 2011[25]